# هاري فون كيسلر
هاري فون كيسلر (بالألمانية: Harry von Kessler)‏ (و. 1868 – 1937 م) هو جامع أعمال فنية وسياسي وكاتب ودبلوماسي وواضع كلمات الأوبرا وكاتب يوميات، وصحفي رأي، وراعي فنون ألماني وولد في باريس. تكشف الترجمات الإنجليزية لمذكراته "رحلة إلى الهاوية" (2011) و"برلين في الأضواء" (1971) عن حكايات وتفاصيل عن الحياة الفنية والمسرحية والسياسية في أوروبا، وخاصة في ألمانيا، منذ أواخر القرن التاسع عشر وحتى انهيار الإمبراطورية الألمانية في نهاية الحرب العالمية الأولى وحتى وفاته في ليون عام 1937.، عن عمر يناهز 69 عاماً.

## مناصب
تولى منصب سفير.

## التعليم
تعلم في مدرسة يوهانيم العلمية ‏.

## روابط خارجية
- هاري فون كيسلر على موقع ميوزك برينز (الإنجليزية)
- هاري فون كيسلر على موقع ديسكوغز (الإنجليزية)